# Melicope corneri
Melicope corneri är en vinruteväxtart som beskrevs av Thomas Gordon Hartley. Melicope corneri ingår i släktet Melicope och familjen vinruteväxter. Inga underarter finns listade i Catalogue of Life.